# Wim Kooiman
Willem Kooiman (Oud-Beijerland, 9 settembre 1960) è un ex calciatore olandese, di ruolo difensore.

## Carriera
Ha giocato nella prima divisione belga.

## Palmarès
- Coppa del Belgio: 2

Cercle Bruges: 1984-1985
Anderlecht: 1993-1994
- Campionato belga: 3

Anderlecht: 1990-1991, 1992-1993, 1993-1994
- Supercoppa del Belgio: 1

Anderlecht: 1993